# Ningen Isu
Нингэн ису (Система Хэпбёрна: Ningen Isu, яп. 人間椅子 (にんげんいす), Человек-кресло) — японская хард-рок группа из города Хиросаки преф. Аомори, образованная в 1987 году Синдзи Вадзимой (Shinji Wajima) (гитары, вокал) и Кэнъити Судзуки (Ken-ichi Suzuki) (бас-гитара и вокал). Они назвали свою группу в честь одноимённого рассказа писателя Эдогава Рампо (1924).

## История

### 1980—1990[4]
Уроженцы города Хиросаки Вадзима и Судзуки, будучи ещё учениками средней школы, встретились в местном музыкальном салоне, где Судзуки одолжил Вадзиме запись Kiss. Вадзима был увлечен The Beatles, King Crimson, Deep Purple и Led Zeppelin, в то время как Судзуки интересовался Kiss, Saxon и Judas Priest. Они стали общаться чаще, когда в 1981 году оба поступили в одну старшую школу (Hirosaki High School). Судзуки был вдохновлен талантом Вадзимы сочинять музыку и сам написал песню под названием "Demon" в последствии переделанную в "Ringo no namida" и вошедшую в дебютныйй албом 1989 года. В то же время Вадзима написал песню под названием «Tetsugōshi Mokushi-roku» (Apocalypse of Iron Grill), которая не была хорошо воспринята музыкальным салоном, но понравилась Судзуки. Два года спустя Вадзима и Судзуки присоединились к «Shine Shine Dan» («Группа мертвых мертвецов»), группе, созданной членами музыкального салона, с которой они играли хард-рок каверы на разных музыкальных фестивалях.
В 1985 году, поступив в разные университеты Токио (Вадзима изучал буддизм в университете Комадзава (駒澤大学, Komazawa University), а Судзуки — русскую литературу в Софийском университете (上智大学), они создали собственную хард-рок группу, название которой было изменено на Нингэн ису в 1987 году, когда к ним присоединился барабанщик Нориёси Камидатэ (Noriyoshi Kamidate). Впервые известность пришла к Нингэн ису в 1989 году, когда они исполнили композицию Injū (Beast in the shadows) в японской телевизионной программе «Ikasu Band Tengoku / 三宅裕司のいかすバンド天国» («Крутая группа рая»). Их тяжелый звук, технические приемы и глубокая лирика застали судей врасплох.

### 1990—2004[4]
В 1990 году Нингэн ису выпустили свой первый одноимённый альбом «Ningen Isu», а в 1992 году вышел третий полноформатный альбом «Ōgon no Yoake», после чего Нориёси Камидатэ покинул группу. «Дебютная» альбомная трилогия наполнена хардовым звуком и сложными литературно-философскими текстами.
Барабанщик Масухиро Гото (Masuhiro Goto) участвовал в записи четвёртого альбома «Rashōmon» в 1993 году. В 1995 и 1996 годах Ивао Цутия (Iwao Tsuchiya) участвовал в качестве барабанщика группы, но был вновь заменен Гото в качестве постоянного участника вплоть до его ухода в 2003 году.
В 2004 году к группе присоединился нынешний барабанщик Нобу Накадзима (Nobu Nakajima). Некоторое время все участники группы проживали в Коэндзи (Koenji) — особом микрорайоне Токио, который славится субкультурой, музыкой и свободной атмосферой.

### 2004—2024
В последние годы популярность Нингэн ису значительно возросла. Они провели многие годы, будучи малоизвестными за пределами Японии; продажи их компакт-дисков шли не очень хорошо, но талант, постоянные усилия и обаятельная индивидуальность, харизматичность постепенно сделали свое дело.
Группа играла на организованном Оззи Осборном Ozzfest в 2013-м и 2016-м годах. Участие в фестивалях они, как давние фанаты Black Sabbath, посчитали большой честью. После этого события поклонников Нингэн ису стало намного больше.
Первое зарубежное выступление группы должно было состояться в мае 2016 года в Москве  в рамках заявленного фестиваля RAMF2016 , но который был неожиданно для всех отменен за несколько дней без подробного объяснения причины.
В 2019 году их альбом «Shin Seinen» заняла 14-е место в музыкальных чартах Oricon, самой высокой для группы позиции на сегодняшний день. Опубликованная 14 мая 2019 года композиция «Heartless Scat» на YouTube собрала 1,5 миллиона просмотров на 3 июля 2019 года. В августе 2020 года количество просмотров достигло 6,5 миллионов. В конце мая 2021-го - 9-ти миллионов. В июле 2023-го - более 13-ти миллионов.
В феврале 2020-го группа впервые выступила перед европейской аудиторией, сыграв в клубах Берлина, Бохума и Лондона.
Показ документального фильма "Фильм о живом концерте группы Human Chair в честь её 30-летия" прошел в ряде кинотеатров Японии с 25 сентября 2019 года. Фильм включает полную запись заключительного концерта тура, посвященого 30-ти летию группы, что проходил в токийском концертном холле Nakano Sunplaza 13 декабря 2019 года и фрагменты видеоматериалов о поездке и выступлении группы в Германии и Великобритании в конце февраля 2020 года. DVD/Blu-Ray с записью фильма выпущен 23 июня 2021 года. Новый, 22-й по счету альбом группы 苦楽 / くらく / Кураку, вышел 4 августа 2021 года спустя 2 года и 2 месяца после последнего и крайне удачного Shin Seinen (2019).
В начале сентября 2023 года вышел 23-й студийный альбома группы под названием 色即是空 / しきそくぜくう/ Shikisoku zekuu / Форма – пустота, что является фразой из Сутры Сердца Праджня-парамиты. К ней же музыканты обращались и ранее: в альбоме 2016 года, в песне 芳一受難 / Hoichi Junan/ Страсти Хоити зачитывается фрагмент сутры. В новый альбом 13 песен, затрагивающих три основополагающих столпа творчества Нингэн ису: буддизм, космос и человеческие слабости, ведущие к страданиям. В октябре – ноябре 2023 года состоялся национальный тур по 11-ти городам страны. Клип на песню さらば世界 / Прощай мир опубликован на официальном YouTube канале группы спустя ровно месяц после выхода альбома - 6 октября и за три недели собрал более 280 тысяч просмотров и 1600 комментариев поклонников со всего мира.
В 2024 году группа отметила свое 35 летие двумя национальными турами и выпустила запись финального концерта 24 апреля в EX THEATER ROPPONGI на Blu-ray и DVD.

## Музыкальный стиль
В своей лирике Нингэн ису часто обращаются к японской классической литературе, например, произведениям Рампо Эдогавы, Осаму Дадзая, Рюносукэ Акутагавы, Дзюнъитиро Танидзаки, Юкио Мисимы, а также Эдгара Аллана По, Г. Ф. Лавкрафта, Фридриха Ницше, Жоржа Батая и других. Поднимаются такие темы, как ад, буддизм, вселенная, самураи и азартные игры. У Вадзимы и Судзуки, как выросших на северо-западе префектуры Аомори, особый региональный акцент «диалекта Цугару» (яп. 津軽弁 цугару-бэн), который добавляет своеобразную атмосферу и ритм в песни. Авторы, особенно Вадзима, часто используют сложный и старый японский язык (слова, находившиеся в употреблении в период от эпохи Эдо до Сёва, которые часто трудно понять современным японцам). Таким образом, их лирика дает японским поклонникам особые глубокие, немного мрачные ощущения и постоянно адресует к собственной классической литературе и истории. На сцене двое из участников группы одеты в кимоно и и все трое носят традиционное нижнее белье фундоси (fundoshi).

## Влияние других музыкальных групп
Нингэн ису находился под сильным влиянием Black Sabbath. Кроме того это Led Zeppelin, Kiss, Budgie, King Crimson и другие. На стиль игры Вадзимы влияют такие гитаристы Роберт Фрипп, Тони Айомми, Джимми Пейдж, Эйс Фрейли, Michael Schenker и звучание Цугару-дзямисэн.

## Участники группы
- Синдзи Вадзима / Shinji Wajima / Wazzy (和 嶋 慎 治; род. 25 декабря 1965 года) — гитары, вокал, терменвокс, ведущий автор текстов, композитор (1987- настоящее время).

В его сценическом костюме использованы мотивы литературного мастера эпохи Мэйдзи. Он поклонник «Битлз», блюза и японской поп-песни в старом стиле, что объясняет мелодичность его музыки. Вадзима часто использует оригинальные эффекторы, которые собирает сам. Один из таких под названием «Shocker» (враг Kamen Rider Series) издает нечеткий мистический звук. Иногда применяет терменвокс, который добавляет в композиции космические мотивы. Он любит ракуго (одно из словесных развлечений в Японии) и написал песню по мотивам «Shinagawa Shinju». Вадзиму называют духовным лидером Нингэн ису. В вокальных партиях он отвечает за длинные отрывки текстов и ракуго.
Инструменты 
Гитары
Gibson SG Standard 1993
Основная гитара. Первоначальная спецификация 2V2T была преобразована в 1V1T, и добавлен тумблер для переключений.
Gibson SG Standard 2012
Основная гитара для пониженного тюнинга. Часто используется на один тон ниже. В дополнение к тем же модификациям, что и SG Standard 1993, описанным выше, струны были занижены и звукосниматели установлены на накладку.
Gibson SG Standard 1996
Дополнительная гитара.
Sago «Hades-Pluto» изготовленная на заказ модель
Основана на упомянутом выше Gibson SG Standard, части гитары сконстурированы, так, что по форма она напоминает скорпиона.
Gibson EDS-1275
Используется в случаях, где нужна 12-ти струнная гитара, например «夜叉ヶ池 / Yahsgaike».
Gibson SG Standard Left-Handed модифицированная
Впервые была продемонстрирована в клипе на песню さらば世界 / Saraba Sekai / Прощай мир. Она является модификацией леворукой модели SG для игры правой рукой, а сама идея позаимствована у Джимми Хендрикса.
Gibson Explorer
Выполненныа в натуральном цвете с золотистыми деталями. Приобретена в качестве посвящения Джонни «Гитаре» Уотсону.
Усилители звука
В основном использует Marshall 1987 (голова) + Marshall 1960TV (кабинет). Поскольку Вадзима любит собирать эффекторы сам, многие из используемых на живых выступлениях, сконструированы им самим.
BOSS PSM-5 (селекторный переключатель),
JEN Crybaby, MAXON AD-900, Chocolate Electronics MCB, TC Electronic Polytune2.
Конструкции Синдзи Вадзимы
Tone Machine, Big Muff, Wah-Drive, Mute Box, Preset Volume, Small Stone, Uni-Vibe, MIROKU.
- Кэнъити Судзуки / Ken-ichi Suzuki / Suzuken (鈴木 研 一; род. 11 марта 1966 г.) — бас, вокал, тексты песен, композитор (1987- настоящее время).

Судзуки выступает в образе буддийского монаха и наносит традиционный белый грим Oshiroi (яп. 白粉), на сцене под кимоно носит фундоси — традиционное японское нижнее белье. В первые годы существования группы Судзуки выступал в костюме и харизматичном образе Nezumi-otoko, человека-крысы, персонажа Ge-Ge-Ge no Kitaro созданный Сигеру Мидзуки, что делало их перформанс очень впечатляющим на контрасте между классическим рок-исполнением и еретическим персонажем. Судзуки по праву называют лицом Нингэн ису. В вокальных партиях он отвечает за жуткий смех, крики и стоны и мелизматическое пение. Несколько раз в год в качества хард-рок диджея ведет мероприятие под названием «Hard Rock Cafe Nazareth» в клубе Koenji «Show Boat» .
Инструменты 
Использует только тюнер (BOSS TU-3), в основном моделирует звуки с помощью усилителя (Ampeg V4B / SVT). С 2020 года использует эффекторы, такие как октавный фуз, для удобства воспроизведения звука, которые являются оригинальными конструкциями Вадзимы .
Гитары
B.C. Rich Eagle Bass
Основная бас-гитара.
B.C. Rich Mockingbird Bass
Используется в рекламных съемках и живых выступлениях. Была куплена потому что хорошо смотрится и временно заменила Eagle, которая был в ремонте.
Rickenbacker 4001
Использовалась в начале карьеры группы (эпоха костюма человека-крысы) и при записях местной телевизионной программы «Ninja Chair Club» префектуры Аомори.
Fender Precision Bass (черный)
Куплена импульсивно, поскольку она была последней в музыкальном магазине. Использовалась при записи альбома «Roar from a Different Dimension».
Gibson Grabber
Впервые появилась на сцене во время весеннего тура в честь 35 ления группы.
- Нобу Накадзима / Nobu Nakajima / Aniki (ナカジマノブ, род. 20 сентября 1966 года) — ударные, вокал, тексты песен, композитор (с 2004 года по настоящее время).[4]

Провел детство в токийских районах Накано и Коэндзи. Окончил факультет естественных наук Университета Тохо (Faculty of Science, Toho University). Носит Koikuchi shirt — японскую шёлковую «гавайку» и солнцезащитные очки, что создает образ японского гангстера. В наборе ударных иногда использует японский гонг «дора». За сильный характер и игру участники коллектива называют его «Аники», что означает «старший брат». Будучи фанатом автора манга Hideshi Hino, Нобу написал песню «Дзигоку Кодзо» («мальчик ада»).
Бывшие участники
Нориёси Камидатэ / Noriyoshi Kamidate — барабаны (1987—1992).
Масухиро Гото / Masuhiro Goto — ударные, вокал (1996—2003) в качества дополнительного участника (1993—1995).
Ивао Цутия / Iwao Tsuchiya — ударные, вокал (1995—1996).

## Дискография
| Год  | Альбом | Chart |
| ---- | --- | ----- |
| 1989 | Ningen Isu (人間椅子; The Human Chair) 1. Jinmen-sou (人面瘡; Facial Pustules). 2. Injuu (陰獣; Weird Beast). 3. Ringo no Namida (りんごの泪; Apple’s Tear). 4. Ryouki ga Machi ni Yatte Kuru (猟奇が街にやって来る; Bizarre Hunter Come to Town). 5. Shinkei-shou I LOVE YOU (神経症 I LOVE YOU; Neurosis I LOVE YOU). 6. Ningen Shikkaku (人間失格; No Longer Human). 7. Sakura no Mori no Mankai no Shita (桜の森の満開の下; Under the Blooming Cherry Blossoms). |       |
| 1990 | Ningen Shikkaku (人間失格; No Longer Human) 1. Tetsugoushi Mokushi-roku (鉄格子黙示録; Apocalypse of Iron Grill). 2. Hari no Yama (針の山; Mountain of Needles). 3. Ayakashi no Tsuzumi (あやかしの鼓; Ghost Drums). 4. Ringo no Namida (りんごの泪; Apple’s Tear). 5. Sai no Kawara (賽の河原; Side of Sanzu River). 6. Tengoku ni Musubu Koi (天国に結ぶ恋; Love Connected to Heaven). 7. Akuma no Temari-uta (悪魔の手毬歌; Temari-uta of Demon). 8. Ningen Shikkaku (人間失格; No Longer Human). 9. Heavy Metal no Gyakushuu (ヘヴィ・メタルの逆襲; Counter of Heavy Metal). 10. Arnheim no Izumi (アルンハイムの泉; Spring of Arnheim). 11. Sakura no Mori no Mankai no Shita (桜の森の満開の下; Under the Blooming Cherry Blossoms). | 31    |
| 1991 | Sakura no Mori no Mankai no Shita (桜の森の満開の下; Under the Blooming Cherry Blossoms) 1. Bakudan Koushin-kyoku (爆弾行進曲; Bomb March). 2. Yuigon-jou Housou (遺言状放送; Testament Broadcasting). 3. Kokoro no Kaji (心の火事; Fires of the Heart). 4. Yuuutsu Jidai (憂鬱時代; Melancholic Era). 5. Yashaga-ike (夜叉ヶ池; Pond of Yaksha). 6. Tokyo Bondage (東京ボンデージ). 7. Nusutto Sanka (盗人讃歌; Thief Hymn). 8. Sumo no Uta (相撲の唄; Song of Sumo). 9. Koujou-sen Jou no Maria (甲状腺上のマリア; Mary on the Thyroid Gland). 10. Taiyou Kokuten (太陽黒点; Sunspot). | 57    |
| 1992 | Ougon no Yoake (黄金の夜明け; Golden Dawn) 1. Ougon no Yoake (黄金の夜明け; Golden Dawn). 2. Dokusaisha Saigo no Yume (独裁者最後の夢; Dictator’s Last Dream). 3. Heisei Asaborake (平成朝ぼらけ; Dawn of the Heisei Period). 4. Wa, Gan de Nebega (わ、ガンでねべが; I am Cancer). 5. Suibotsu Toshi (水没都市; Submerged city). 6. Koufuku no Neji (幸福のねじ; Happy Screw). 7. Mandragora no Hana (マンドラゴラの花; Flower of Mandragora). 8. Subarashiki Nichiyoubi (素晴らしき日曜日; Wonderful Sunday). 9. Shinpan no Hi (審判の日; Judgment Day). 10. Mugon Denwa (無言電話; Prank Call). 11. Kyouki Sanmyaku (狂気山脈; Mountains of Madness). |       |
| 1993 | Rashōmon (羅生門; Gate of Life and Death) 1. Motto Hikari wo! (もっと光を！; More Light!). 2. Ningen Isu Club (人間椅子倶楽部). 3. Namake-mono no Jinsei (なまけ者の人生; Lazy Life). 4. Shide-mushi no Uta (埋葬蟲の唄; Song of Silphidae). 5. Aomori Rock Daijin (青森ロック大臣; Rock Minister in Aomori). 6. Nanya-doyara (ナニャドヤラ). 7. Braun-kan no Hanayome (ブラウン管の花嫁; Bride in CRT). 8. Akogare no Arirang (憧れのアリラン; Longing Arirang). 9. Rashōmon (羅生門; Gate of Life and Death). |       |
| 1995 | Odoru Issunboushi (踊る一寸法師; A Small Man Dance) 1. Mothra (モスラ). 2. Kurai Nichiyoubi (暗い日曜日; Gloomy Sunday). 3. Dodarebachi (どだればち). 4. Girigiri Highway (ギリギリ・ハイウェイ; Barely Highway). 5. Eizuru-koto naki Shiromono (エイズルコトナキシロモノ; An Invisible Dark Something). 6. Hanemono Jinsei (羽根物人生; Life Without Hits). 7. Sanjussai (三十歳; 30 Years Old). 8. Jikan o Tometa Otoko (時間を止めた男; The Man Who Stopped The Time). 9. Dynamite (ダイナマイト). 10. Odoru Issunbousi (踊る一寸法師; A Small Man Dance). |       |
| 1996 | Mugen no Juunin (無限の住人; Blade of the Immortal) 1. Sarashi Kubi (晒し首; Decapitated Head). 2. Mugen no Juunin (無限の住人; Blade of the Immortal). 3. Jigoku (地獄; Hell). 4. Bankara Ichidaiki (蛮カラ一代記; Stalwart Man Chronicle). 5. Bacchus Kurui (莫迦酔狂ひ; Bacchus Drunk Crazy). 6. Mokko no Komori-uta (もっこの子守唄; Cradlesong of Monster). 7. Katana to Saya (刀と鞘; Sword and Sheath). 8. Tsujigiri Kouta Yadonashi-hen (辻斬り小唄無宿編; Street Murder Song of Outlaw). 9. Uchuu Yuuei (宇宙遊泳; Spacewalk). 10. Kuroneko (黒猫; Black Cat). |       |
| 1998 | Taihai Geijutsu Ten (頽廃芸術展; Degenerate Art Exhibition) 1. Tainai-meguri (胎内巡り; Touring in the Womb). 2. Senritsu suru Kodama (戦慄する木魂; Shivering Spirit). 3. Kusouzu no Scat (九相図のスキャット; Scat of Rotting Cadaver). 4. Chinurareta Hina-matsuri (血塗られたひな祭り; Bloody Doll’s Day). 5. Kiku-ningyou no Noroi (菊人形の呪い; Curse of Chrysanthemum Doll). 6. Tentai Shikou-shou (天体嗜好症; Astro Palatability). 7. Mura no Hazure de Big Bang (村の外れでビッグバン; Big Bang in Village Side). 8. ED75. 9. Excite (エキサイト). 10. Ahen-kutsu no Otoko (阿片窟の男; Man in the Opium Den). 11. Ginga Tetsudou 777 (銀河鉄道777; Galaxy Express 777). 12. Dunwich no Kai (ダンウィッチの怪; The Dunwich Horror). |       |
| 1999 | Nijusseiki Sousoukyoku (二十世紀葬送曲; Funeral March for the 20th Century) 1. Yuurei Ressha (幽霊列車; Ghost Train). 2. Mushi (蟲; Bug). 3. Koi wa Sankaku-mokuba no Ue de (恋は三角木馬の上で; Love on Wooden horse). 4. Tokai no Douwa (都会の童話; Fairytale of Urban). 5. Akatsuki no Dantou-dai (暁の断頭台; Guillotine of Dawn). 6. Shoujo Jigoku (少女地獄; Girl Hell). 7. Haru no Umi (春の海; Spring Sea). 8. Fumin-shou Blues (不眠症ブルース; Insomnia Blues). 9. Sabbath Thrash Sabbath (サバス・スラッシュ・サバス). 10. Kuroi Taiyou (黒い太陽; Black Sun). |       |
| 2000 | Kaijin Nijuu Mensou (怪人二十面相; The Fiend with Twenty Faces) 1. Kaijin Nijuu Mensou (怪人二十面相; The Fiend with Twenty Faces). 2. Minashigo no Shuffle (みなしごのシャッフル; Shuffle of Orphan). 3. Hiruta Hakase no Hatsumei (蛭田博士の発明; Dr. Hiruta’s Invention). 4. Keimusho wa Ippai (刑務所はいっぱい; Prison is Full). 5. Ashinaga-gumo(あしながぐも; Tetragnatha). 6. Amairo no Scarf (亜麻色のスカーフ; Flax Color Scarf). 7. Imo-musi (芋虫; Caterpillar). 8. Meitantei Toujou (名探偵登場; Appearance of Great Detective). 9. Yaneura no Neputa Matsuri (屋根裏のねぷた祭り; Neputa Festival in Attic). 10. Tanoshii Natsu-yasumi (楽しい夏休み; Merry Summer Vacation). 11. Jigoku Fuukei (地獄風景; Hell View). 12. Daidan-en(大団円; Grand Finale). |       |
| 2001 | Mishiranu Sekai (見知らぬ世界; The Unknown World) 1. Shinigami no Kyouen (死神の饗宴; Death God’s Feast). 2. Nehan Zakura (涅槃桜; Cherry Blossoms of Nirvana). 3. Invader (侵略者). 4. Sayonara no Mukou-gawa (さよならの向こう側; Beyond the Goodbey). 5. Hitogui Sensha (人喰い戦車; Man-Eating Tank). 6. Soshite Subarashiki Jikan-ryokou(そして素晴しき時間旅行; And Wonderful Time Trip). 7. Amai Kotoba Warui Nakama (甘い言葉 悪い仲間; Candied Words and Bad Buddy). 8. Shizen-ji (自然児; Child of Nature). 9. Eden no Shoujo (エデンの少女; Eden’s Girl). 10. Miwaku no Ojou-sama (魅惑のお嬢様; Alluring Lady). 11. Akuma Ooini Warau (悪魔大いに笑う; Devil Laughs). 12. Kanoke Rock (棺桶ロック; Coffin Rock). 13. Mishiranu Sekai (見知らぬ世界; The Unknown World). |       |
| 2003 | Shura bayashi (修羅囃子; The Asura Accompaniment) 1. Touyou no Majo (東洋の魔女; Oriental Witch). 2. Oni (鬼). 3. Ai no Kotoba wo Kazoe-you (愛の言葉を数えよう; Let’s Count the Words of Love). 4. Tsuki ni Samayou (月に彷徨う; Misled by the Moon). 5. Yakyuu Yarou (野球野郎; Baseball Dude). 6. Saigo no Bansan (最後の晩餐; Last Supper). 7. Owaranai Ensou-kai (終わらない演奏会; Endless Concert). 8. Ou-sama no Mimi ha Roba no Mimi (王様の耳はロバの耳; The King has Donkey Ears). 9. Osore-zan (恐山; Mount Osore). 10. Jasei no In (蛇性の淫; Snake-Like Horny). 11. Soukoku no Ie (相剋の家; House of Antagonism). | 140   |
| 2004 | San-aku Douchuu Hizakurige (三悪道中膝栗毛; Hiking to Hell) 1. Senrei (洗礼; Baptism). 2. Notare-jini (野垂れ死に; Dying by the Roadside). 3. Ishu-gaeshi (意趣返し; Vendetta). 4. Doutei (道程; Journey). 5. Yotarou Seiden (与太郎正伝; Yotarou’s Authentic Biography). 6. Akuryou (悪霊; Evil Spirits). 7. Shinsei (新生; Born Again). 8. Yakan Hikou (夜間飛行; Night Flight). 9. Noresore (のれそれ; Leptocephalus). 10. Hassha (発射; Discharge). 11. Chijin no Ai (痴人の愛; Fool’s Love). | 206   |
| 2006 | Fu-chi-ku (瘋痴狂; Hoochie Koo) 1. Raijin (雷神; God of Thunder). 2. Nijuuichi-seiki no Fu-chi-ku (二十一世紀の瘋痴狂; The 21st Century Hoochie Koo). 3. Rock 'n' roll Tokkyuu (ロックンロール特急; Rock 'n' roll Express). 4. Shinagawa Shinjuu (品川心中; Lovers' Suicide in Shinagawa). 5. Aoi Shoudou (青い衝動; Blue Impulse). 6. Mujihi naru Seishun (無慈悲なる青春; Ruthless Youth). 7. Fuwaku no Michi (不惑の路; Road of 40 Years Old). 8. Sanshou-uo (山椒魚; Salamander). 9. Kyoufu!! Fujitsubo Ningen (恐怖!!ふじつぼ人間; Terror!! Barnacles Man). 10. Koritsu-muen no Shisou (孤立無援の思想; Lonely Thought). 11. Ankoku Seiun (暗黒星雲; Dark Nebula). 12. Maboroshi-iro no Kotou (幻色の孤島; Phantom Island). | 244   |
| 2007 | Manatsu no Yoru no Yume (真夏の夜の夢; The Midsummer Night’s Dream) 1. Yoru ga Naku (夜が哭く; Night Wail). 2. Tenraku no Gakuten (転落の楽典; Music of Downfall). 3. Seinen wa Kouya wo Mezasu (青年は荒野を目指す; Youth Beyond the Wasteland). 4. Soratobu Enban (空飛ぶ円盤; Flying Saucer). 5. Saru no Sendan (猿の船団; Monkeys Fleet). 6. Enma-chou (閻魔帳; Necrology). 7. Hakuchuu-mu (白日夢; Daydream). 8. Botan Dōrō (牡丹燈籠; Peony Lantern). 9. Sekai ni Hanataba wo (世界に花束を; Flowers for World). 10. Umi Monogatari (膿物語; Pus Story). 11. Metabolic Angel (肥満天使). 12. Dottoharai (どっとはらい). | 178   |
| 2009 | Mirai Roman-ha (未来浪漫派; Future Romantic School) 1. Taiyou no Botsuraku (太陽の没落; Downfall of the Sun). 2. Kagayakeru Ishi (輝ける意志; Shining Will). 3. Roman-ha Sengen (浪漫派宣言; Declaration of Romantic School). 4. Shifuku no Rock 'n' roll (至福のロックンロール; Blissful Rock 'n' roll). 5. Ai no Housoku (愛の法則; Law of Love). 6. Aka to Kuro (赤と黒; Red and Black). 7. Meido Kissa (冥土喫茶; Hades Cafe). 8. Tou no Naka no Otoko (塔の中の男; The Man in the Tower). 9. Gekka ni Sasagu Butou-kyoku (月下に捧ぐ舞踏曲; Dance music to the Moon). 10. Yama-san (ヤマさん; Mr. Yama). 11. Aki no Yonaga no Mystery (秋の夜長のミステリー; Mystery of Long Autumn Nights). 12. Bacchiri Ikitai Komori-uta (ばっちりいきたい子守唄; Cradlesong of Want Perfectly). 13. Shin-en (深淵; Abyss). |       |
| 2011 | Shigan Raisan (此岸礼讃; The Worship of this World) 1. Futtou suru Uchuu (沸騰する宇宙; Boiling Universe). 2. Ahodara-kyou (阿呆陀羅経; Satirical Sutra). 3. A-Toukai yo Ima Izuko (あゝ東海よ今いずこ; Ah, Where is Tokai Now). 4. Hikari e Wasshoi (光へワッショイ; Light to Heave-Ho). 5. Giragira shita Sekai (ギラギラした世界; Glaring World). 6. Haru no Nioi wa Nehan no Kaori (春の匂いは涅槃の薫り; Spring Smell is Nirvana Fragrance). 7. Akuma to Seppun (悪魔と接吻; Kiss with Devil). 8. Nageba Yama gara Mokko kuru (泣げば山がらもっこ来る; If You Cry, Monster Comes From The Mountain). 9. Kochou-ran (胡蝶蘭; Phalaenopsis). 10. Chitei eno Toubou (地底への逃亡; Escape to the Center of the Earth). 11. Gusha no Rakuen (愚者の楽園; Paradise of Fools). 12. Jigoku no Rock Band (地獄のロックバンド; Hell’s Rock Band). 13. Konjaku Hijiri (今昔聖; Monk in Past and Present). | 59    |
| 2013 | Mandoro (萬燈籠; Full Moon) 1. Shigan Oeika (此岸御詠歌; Hymn of this World). 2. Kuroyuri Nikki (黒百合日記; Black Lily Diary). 3. JIgokuhen (地獄変; Hell Screen). 4. Sakura Ranman (桜爛漫; Cherry Blossoms Glorious). 5. Neputa no Mondoriko (ねぷたのもんどりこ; Neputa Returns). 6. Shinchou Kyurakyukyu-bushi (新調きゅらきゅきゅ節; New Kyurakyukyu Song). 7. Neko ja Neko ja (猫じゃ猫じゃ; You are a Cat). 8. Kumo no Ito (蜘蛛の糸; The Spider’s Thread). 9. Juusan-seiki no Hanayome (十三世紀の花嫁; Bride of the 13th Century). 10. Tsuki no Monna Lisa (月のモナリザ; Mona Lisa of the Moon). 11. Jikan kara no Kage (時間からの影; Shadows from Time). 12. Jinsei Banzai (人生万歳; Long Live Life). 13. Eisei ni natta Otoko (衛星になった男; The Man who Turned into a Satellite). | 35    |
| 2014 | Burai Houjou (無頼豊饒; Freedom and Luxuriance) 1. Hyouchou no Teikoku (表徴の帝国; The Empire of Signs). 2. Namahage (なまはげ). 3. Jigoku no Ryouri-nin (地獄の料理人; Hellish Cook). 4. Meishin (迷信; Superstition). 5. Umare Izuru Tamashii (生まれ出づる魂; Soul Born). 6. Shitsuu-busshou (悉有仏性; Universal Buddha-Nature). 7. Uchuusen Miroku-gou (宇宙船弥勒号; Spaceship Maitreya). 8. Ligeia (リジイア). 9. Ms. Android (ミス・アンドロイド). 10. Guskō Budori (グスコーブドリ). 11. Garandou no Chikyuu (がらんどうの地球; Empty Earth). 12. Kekkon Kyousou-kyoku (結婚狂想曲; Crazy Wedding March). 13. Reijuu no Sakebi (隷従の叫び; Shout of Slavery). | 27    |
| 2016 | Kaidan Soshite Shi to Erosu (怪談 そして死とエロス; Ghost Stories; Death and Eroticism) 1. Kyoufu no Daiou (恐怖の大王; Great King of Terror). 2. Houichi Junan (芳一受難; Houichi’s Ordeals). 3. Kikuka no Kazoe-uta (菊花の数え唄; Counting Song of Daisy). 4. Ookami no Tasogare (狼の黄昏; Wolf’s Twilight). 5. Nemuri-otoko (眠り男; Sleeping Guy). 6. Yomi-gaeri no Machi (黄泉がえりの街; The City from Hades). 7. Yuki-onna (雪女; Snow Woman). 8. Sanzu no Kawa (三途の川; Sanzu River). 9. Doro no Ame (泥の雨; Mud Rain). 10. Chou-nouryoku ga Atta nara (超能力があったなら; If I Have Supernatural Power). 11. Jigoku no Kyuuen (地獄の球宴; Hell’s Ball Game). 12. Madame Edwarda (マダム・エドワルダ). | 22    |
| 2017 | Ijigen Kara no Houkou (異次元からの咆哮; The Roar From Another Dimension) 1. Kyomu no Koe (虚無の声; Voice of Nothing). 2. Fuujin (風神; God of the Wind). 3. Chou-shizen-genshou (超自然現象; Paranormal). 4. Tsukiyo no Oni-odori (月夜の鬼踊り; Oni Dancing in the Moonlight Night). 5. Mononoke Fever (もののけフィーバー; Monster Fever). 6. Uchu no Symphony (宇宙のシンフォニー; Symphony of the Universe). 7. Taiyou ga Ippai (太陽がいっぱい; Full of Sun). 8. Chijin no Monologue (痴人のモノローグ; Monologue of Fool). 9. Akuma Kitousho (悪魔祈祷書; Devil’s Prayer Book). 10. Akumu no Tenjouin (悪夢の添乗員; Tour Conductor of Nightmare). 11. Jigoku no Heavy Rider (地獄のヘビーライダー; Heavy Rider from Hell). 12. Itansha no Kanashimi (異端者の悲しみ; Grief of Heretic). | 18    |
| 2019 | Shin Seinen (新青年; NewYouth) 1. Shin Seinen Maegaki (新青年まえがき; Preface of NewYouth). 2. Kagami Jigoku (鏡地獄; The Hell of Mirrors). 3. Tokushin (瀆神; Blasphemy). 4. Yaneura no Sanposha (屋根裏の散歩者; Watcher in the Attic). 5. Gankutsu-Ou (巌窟王; The Count of Monte Cristo). 6. Iro wa Nioedo (いろはにほへと; Even the Blossoming Flowers). 7. Uchu no Disclosure (宇宙のディスクロージャー; Disclosure by Universe). 8. Anata no Shiranai Sekai (あなたの知らない世界; The World You Don’t Know). 9. Jigoku Kozou (地獄小僧; Boy From Hell). 10. Jigoku no Moushigo (地獄の申し子; Hell-sent Child). 11. Tsuki no Apennine Zan (月のアペニン山; Montes Apenninus). 12. An’ya Kōro (暗夜行路; A Dark Night’s Passing). 13. Mujou no Scat (無情のスキャット; Heartless Scat). | 14    |
| 2021 | Kuraku (苦 楽; Suffering and Bliss; Страдание и блаженство) 1. Toshishun (杜子春; Toshishun; Тосисун). 2. Kamigami no kōshin (神々の行進; March of the Gods; Марш богов). 3. Akuma no shohōsen (悪魔の処方箋; Devil's prescription; Рецепт дьявола). 4. Ankokuō (暗黒王; King of the darkness; Король тьмы). 5. Ningen robotto (人間ロボット; Human robot; Человек-робот). 6. Uchū kaizoku (宇宙海賊; Space pirates; Космические пираты). 7. Hashire GT (疾れGT; Harry GT; Стремительный GT). 8. Seikimatsu jinta (世紀末ジンタ; The end of the century jinta; Дзинта конца века). 9. Nayami o tsukinukete kanki ni itare (悩みをつき抜けて歓喜に到れ; Ode to joy; Ода "К радости"). 10. Kōkotsu no kamakiri (恍惚の蟷螂; Ecstatic mantis; Восторженный богомол). 11. Shijō no kuchibiru (至上の唇; Supreme lips; Превосходные губы). 12. Nikutai no bōrei (肉体の亡霊; The Ghost in the flesh; Призрак во плоти). 13. Yoake mae (夜明け前; Before the dawn; Перед рассветом). | 20    |
| 2023 | Shikisoku Zekuu (色即是空; Matter is Void; Форма - пустота) 1. Saraba Sekai (さらば世界; Farewell to the world; Прощай мир). 2. Kamigami no kessen (神々の決戦; Battle of the Deities; Битва божеств). 3. Ikiru (生きる; Live; Жить). 4. Akuma ichizoku (悪魔一族; Clan of Devil; Клан дьявола). 5. Kyouki ningen (狂気人間; Mad Man; Безумец). 6. Ningen no shoumei (人間の証明; Proof of the Man; Испытание человека). 7. Uchuu dengekitai (宇宙電撃隊; Space Blizkrieg Squadron; Космическая блицкриг - эскадрилья). 8. Uchuu no hito wandaraa (宇宙の人ワンダラー; Spaceman Wanderer; Космонавт - странник). 9. Mirai kara no dasshutsu (未来からの脱出; Escape from the Future; Побег из будущего). 10. Jigoku daitetsudou (地獄大鉄道; Hell Great Railway; Адская великая железная дорога). 11. Hoshizora no michibiki (星空の導き; Guidance of the Starry Sky; Путеводитель по звездному небу). 12. Namekuji taisou (蛞蝓体操; Slug’s Gymnastic; Гимнастика слизняка). 13. Shide no tabiji no monogatari (死出の旅路の物語; Tale of the Death's Journey; Сказка о последнем пути). |       |

## Другие проекты

### Литературная деятельность
«Куссецу-кун / 屈折くん» это автобиографическая книга Сндзи Вадзимы, которая вышла в свет в 2017 году. В ней он подробно описал свои школьные годы, юность и период начала карьеры музыканта. Там же он упоминает свои опыт семейной жизни в течение двух лет.
В 2022 году книга была переиздана в мягкой обложке  с предисловием известного телевизионного комика Дзиро Сиссонэ / シソンヌのじろう (настоящее имя Jiro Okawara), который также родом из города Хиросаки и прошел те же образовательные учреждения, начиная с детского сада и до старшей школы, что и Синдзи Вадзима.
«Антология новел Нингэн ису / 夜の夢こそまこと 人間椅子小説集 / The Human Chare Anthology Novel», включавшая несколько новел, вдохновленных песнями группы разных лет вышла осеню 2022 года. Антология включает рассказ Вадзимы «Хмурое воскресенье» одноименный песне с альбома «Одору Иссунбоуси / Танцующий карлик» (1998), который ранее, в августе 2022 года вышел в журнале «Монстеры и привидения» 怪と幽, №11.
В предисловии к рассказу Кэнь-ити Судзуки упомянул, что Вадзима с детства хотел писать рассказы и его первая новела была опубликована сорок лет назад в журнале писательского кружка при старшей школе. Среди соавторов антологии Оцуки Кэндзи / 大槻 ケンヂ / Otsuki Kenji из группы Kinniku Shōjo Tai / 筋肉少女帯, известный также, как актер и писатель.
Дизайн обложки издания сделан известным автором манга Хироаки Самура / 沙村 広明 / Hiroaki Samura, который создавал обложку альбома 1998 года Клинок бессмертного / 無限の住人 / Mugen no Jūnin, сингл и выступил автором текста песни "Оука Ондо / 桜下音頭 / Оука Ondo", которая была бонусной на момент выхода альбома и добавлена под номером 11 в перевыпуске альбома весной 2020 года.  
В конце октября 2024 года вышел сборник Синдзи Вадзимы "無情のスキャット / Mujou no Sukyatto / Бессердечный скат", в который вошли 108 стихотворений, отобранных автором, начиная с периода до его дебюта и до последнего альбома «Форма —  пустота», а также его собственные комментарии, состоящие из воспоминаний о различных периодах его жизни.

### Эффекторы
Новый бренд эффекторов «Wajimachine», на основе оригинальных конструкций Вадзимы, которые он использует для живых выступлений и записей. Основой разрабатываемых продуктов является ряд моделей, опубликованных в «Shinji Wajima: The Book of Self-Made Effectors «Distortion»», который вышел отдельным томом журнала «Effector» в издании Shinko Music в 2015 году.
Первая поступившая в продажу модель «Мироку» (WAJIMACHINE 弥勒 MIROKU)  первоначально была педалью овердрайва, разработанная для публикации в книге, но она оказалась настолько совершеной, что была помещена на его собственную концертную педалборд.
Над технической частью эффектора работал Тецуро Хорино из Chocolate Electronics, который также является соавтором книги. Эффектор произведен компанией Chocolate Electronics и продается компанией Shinko Music, дистрибьютором журнала Effector Book.